# ʻElisiva Fusipala Taukiʻonetuku
ʻElisiva Fusipala Taukiʻonetuku (18 de maio de 1850 – Setembro de 1889) foi uma princesa tonganesa e mãe de Jorge Tupou II. 

## Biografia
Nascida em 18 de maio de 1850, foi filha de Tēvita ʻUnga e da princesa Fifita Vava’u. Era neta do rei Jorge Tupou I, mas inicialmente esteve distante da família real até que seu tio e herdeiro Vuna Takitakimālohi morreu sem deixar descendência em 1862.  Anos mais tarde seu pai viria a se tornar o príncipe-herdeiro e primeiro-ministro de Tonga após a publicação da primeira constituição em 1875.
Ela se casou com seu primo por lado materno, Siaʻosi Fatafehi Toutaitokotaha (1842–1912) que anos mais tarde serviu como primeiro-ministro. Eles tiveram apenas um filho, Siaosi nascido em 1874.
Após a morte de seu irmão e herdeiro Nalesoni Laifone em 1889, ela se tornou herdeira aparente durante dois meses até sua morte em setembro de 1889. Após isso a posição passou para seu filho Siaosi, que se tornou o rei Jorge Tupou II em 1893 após a morte de seu bisavô Jorge Tupou I. Em 1912 o rei batizou sua filha com o mesmo nome em homenagem a sua mãe.
Segundo as crônicas do explorador britânico Julius Brenchley, que visitou Vava’u em 1865 e conheceu Tevita ‘Unga e sua família, ele descreveu a princesa como precoce por ter apenas “doze anos” e já ter um corpo bastante desenvolvido. Entretanto a princesa na época contava com 15 anos e não com 12 como se conta. 